# Markomanske vojne
Markomanske vojne (latinsko bellum Germanicum et Sarmaticum - germanska in sarmatska vojna), niz vojn, ki so trajale približno od leta 166 do leta 180. Vojne so sprožili Rimljani, predvsem proti germanskim Markomanom in Kvadom in sarmatskim Jazigom. K njim spadajo tudi z njimi povezani konflikti med več drugimi barbarskimi ljudstvi z obeh strani celotne jugovzhodne rimske meje na reki Donavi. Borbe proti Germanom in Sarmatom so trajale večji del vladavine cesarja Marka Avrelija, ki je med pohodi proti njim začel pisati svoje filozofsko delo Meditacije, katerih druga knjiga nosi  podnaslov Med Kvadi na  Hronu.

## Ozadje
V letih po smrti cesarja Antonina Pija so začeli z vseh strani napadati Rimsko cesarstvo. Vojna s Partskim cesarstvom, ki je trajala od leta 161 do 166, se je sicer končala z zmago Rimljanov, vendar je imela daljnosežne posledice. Vojaki, ki so se vrnili z vzhodnega bojišča, so s seboj prinesli  tako imenovano Antoninovo kugo, ki je po sodobnih ocenah zahtevala okoli pet milijonov življenj, kar je močno oslabilo rimsko državo. Istočasno so se v Srednji Evropi začeli  prvi premiki v preseljevanju ljudstev. Goti so se začeli seliti proti zahodu in pritiskati na tam naseljena germanska plemena, kar je sprožilo vdore germanskih in drugih plemen preko severne meje v Rimsko cesarstvo, predvsem v Galijo in preko Donave v Panonijo in Mezijo. 

## Prva markomanska vojna

### Prvi napadi
Prve napade  Hatov in Havkov na provinci Retijo in Gornjo Germanijo, ki so se začeli leta 162 in se nadaljevali do leta 165, so Rimljani dbili. Konec leta 166 ali na začetku leta 167 je Panonijo napadla vojska najmanj 6.000 Langobardov in Lakringov. Zlahka so porazili lokalne rimske vojaške enote (veksilacije I. legije Adiutrix pod Kandidovim in I. alo  Ulpia Contariorum pod Vindeksovim poveljstvom), kar je pomenilo začetek prave vojne. Po rimskem porazu se je začel vojaški guverner Panonije Mark Jalij Bas pogajati  z enajstimi sovražnimi plemeni. Vlogo posrednika  je igral od Rima odvisni markomanski kralj Balomar. Sprti strani sta se dogovorili za premirje in umik plemen z rimskega ozemlja, trajnega miru pa  nista dosegli. Istega leta so Vandali (Astingi in Lakringi) in sarmatski Jazigi napadli Dakijo in ubili njenega guvernerja Kalpurnija Prokula. Rim je zato iz Spodnje Mezije v Gornjo Dakijo premestil  V. makedonsko legijo, v kateri so bili veterani partske vojne.

### Rimski pohod v Panonijo (168)
V času, ko je po cesarstvu razsajala kuga, Mark Avrelij ni mogel posredovati, zato je načrtovani vojni pohod preložil na leto 168. Spomladi tega leta je skupaj z Lucijem Verom krenil iz Rima in ustanovil svoj sedež v Ogleju. Oba cesarja sta skupaj nadzirala reorganizacijo obrambe Italije in Ilirika, ustanovila dve novi legiji (Legio II Italica in Legio III Italica) in odšla v Panonijo. Ko so Markomani in Viktuali, ki so preko Donave vdrli v Panonijo, izvedeli, da se Karnuntu približuje cesarska vojska, so se po pričevanju Historiae Augustae umaknili in zagotovili, da ne bodo več vdirali v Panonijo. Oba cesarja sta se pred zimo vrnila v Oglej, kjer je januarja 169 Lucij Ver umrl. Mark Avrelij se je vrnil v Rim, da bi organiziral socesarjev pogreb. 

### Rimski pohod proti Jazigom in vdor Germanov
Jeseni leta 169 sta Mark Avrelij in njegov zet Klavdij Pompejan, ki je med vojno postal njegov glavni pomočnik, odšla iz Rima. Rimljani so z zbrano vojsko nameravali podjarmiti neodvisna plemena, predvsem Jazige, ki so živela med Donavo in rimsko provinco Dakijo. Jazigi so porazili in ubili guvernerja Spodnje Mezije Klavdija Fronta. Medtem, ko se je rimska vojska na pohodu zapletla v nekaj spopadov brez večjega uspeha, je več plemen izkoristilo priložnost in prestopilo mejo in vdrlo na rimsko ozemlje.
Na vzhodu so Kostoboki prešli Donavo, opustošili Trakijo in nadaljevali pohod na Balkan. Prodrli so vse do Elevzija v bližini Aten, kjer  so porušili tempelj elevzinskih misterijev.
Bolj pomemben in nevaren je bil vdor Markomanov na zahodu. Njihov vodja Balomar je organiziral zvezo germanskih plemen, ki so vdrla preko Donave in v Karnuntu prepričljivo porazila rimsko vojsko kakšnih 20.000 mož. Balomar je po zmagi z večino svoje vojske odšel proti Italiji, medtem ko je njen manjši del opustošil Norik.  Markomani so porušili Opitergium (Oderzo) in oblegali Oglej. Njihov vdor v Italijo je bil prvi po letu 101 pr. n. št., ko je Gaj Marij porazil Kimbre in Tevtone. Vojska pretorskega prefekta Furija Viktorina je poskušala rešiti mesto, vendar so jo Markomani premagali njenega generala ubili. 
O tem, kdaj natančno so Germani osvojili Oglej, poznavalci nimajo enotnega mnenja. Več avtorjev, med njimi biograf Marka Avrelija Frank McLynn, meni, da so bili Rimljani pri Karnuntu poraženi leta 170, velika germanski vdor pa se je zgodil tri leta pred tem. Letnici potrjuje podatek, da  je Germane zaustavila  trdnjava Praetentura Italiae et Alpium,  ki je bila zgrajena leta 168-169, da bi preprečila vdore preko Alp v severno Italijo. Vsi viri trdijo, se je to zgodilo brez vojaškega spopada. Drug argument, ki potrjuje podatke, je, da panika v Rimu, ki je izbruhnila v Rimu leta 167-168, ne bi imela nobenega smisla, če bi bila germanska plemena še vedno na drugi strani Donave. Noben vir tudi ne ne omenja, da bi bil v bližini dogajanj rimski cesar. McLynn trdi, da sta se Mark Avrelij  in Lucij Ver v Ogleju leta 168 nastanila samo zato, da bi dvignila moralo, saj Oglej ni imel nobene geografske, logistične in vojaške vloge kot izhodišče za pohode proti Donavi v Panoniji.

### Rimski protinapad in poraz Markomanov
Poraz proti Markomanom je Marka Avrelija prisilil, da ponovno določi svoje prioritete. Zbral je vojsko z več delov meje in jo pod poveljstvom Klavdija Pompejana poslal proti Belomarju. Eden od njegovih častnikov je bil bodoči cesar Pertinaks. Ustanovil je novo poveljstvo praetentura Italiae et Alpium, ki je bilo zadolženo za varovanje cest, ki so vodile v Italijo, in okrepil donavsko ladjevje. Osvobodil je Oglej in do konca leta 171 pregnal napadalce z rimskega ozemlja. Sledila je intenzivna diplomatska dejavnost, s katero so Rimljani pokušali na svojo stran dobiti razna barbarska plemena, in priprave za prečenje Donave. S Kvadi in Jazigi so podpisali mirovno pogodbo, medtem ko so nekatera plemena Hasdingov, Vandalov in Lakringov prešla na rimsko stran. 
Leta 172 so Rimljani preko Donave vdrli na markomansko ozemlje. Podrobnosti napada niso znane. Rimljani so podjarmili Markomane in njihove zaveznike Nariste (ali Variste) in Kotine. Uspešnost pohoda potrjuje častni naslov Germanicus (Germanik), ki ga je senat podelil Marku Avreliju, in kovanci z napisom Germania capta (podjarmil Germanijo). 
Leta 173 so Rimljani napadli in podjarmili Kvade, ki so prelomili mirovno pogodbo in pomagali svojim sonarodnjakom. Na pohodu se je zgodil tako imenovani  "čudežni dež", katerega so kasneje upodobili na Avrelijevem stebru in kovancih. Kasij Dion piše, da so Kvadi obkolili in skoraj uničili XII. legijo Fulminata, ki je bila zaradi vročine in žeje popolnoma izčrpana. Nepričakovana ploha je Rimljane osvežila, medtem ko je na Kvade udarila strela. Dionovi sodobniki in zgodovinarji  so trdili, da so se v bitko vmešali bogovi. Dion sam je trdil, da je posredoval bog Merkur, h kateremu je molil egipčanski mag, krščanski pisci pa, da je bil čudež posledica molitve kristjanov. 
Istega leta je poveljnik renske meje Didij Julijan odbil napad Hatov in Hermundurjev, medtem ko so Havi napadli atlantsko obalo Belgijske Galije.
Naslednje leto so Rimljani odšli na pohod proti Kvadom, nakar so Kvadi odstavili svojega prorimsko usmerjenega kralja Furtija in na njegovo mesto postavili Ariogeza. Mark Avrelij novega kralja ni priznal, zato ga je odstavil in izgnal v Aleksandrijo. Do konca leta 174 so Rimljani popolnoma podjarmili Kvade. Po rimski navadi so morali predati talce in zagotoviti vojake za pomožne enote rimske vojske. Rimljani  so po vsem njihovem ozemlju razmestili svoje vojaške enote.   
Po pokoritvi Kvadov so se Rimljani osredotočili na Jazige (expeditio sarmatica), ki so živeli na ravninah ob reki Tisi. Po nekaj zmagah so z njimi leta 175 podpisali mirovno pogodbo. Kralj Zantik jim je moral izročiti 100.000 rimskih ujetnikov in zagotoviti 8.000 konjenikov za pomožne vojaške enote. Večino njih (5.500) so poslali v Britanijo. Mark Avrelij je za svoje dosežke dobil naslov Sarmaticus.
Cesar je zatem verjetno nameraval pokoriti še preostala plemena in na osvojenih ozemljih ustanoviti provinci Markomanijo in Sarmatijo, vendar mu je načrte preprečil upor Avidija Kasija na vzhodu cesarstva. S svojo vojsko in pomožnimi enotami Markomanov, Kavadov in Naristov pod poveljstvom Marka Valerija Maksimijana je odkorakal na vzhod. Po uspešnem zatrtju Kasijevega upora se je po skoraj osmih letih vrnil v Rim. 23. decembra 176 je skupaj s sinom Komodom praznoval skupni triumf za zmage proti Germanom in Sarmatom (de Germanis et de Sarmatis). V spomin na zmago so v Rimu postavili Avrelijev steber, imitacijo Trajanovega stebra.

## Druga markomanska vojna
Obdobje miru je bilo kratko, ker so se že leta 177 uprli Kvadi, katerim so se kmalu pridružili sosednji Markomani. Mark Avrelij se je ponovno odpravil proti severu in sprožil drugo markomansko vojno (secunda expeditio germanica).  Avgusta 178 je prišel v Karnuntum v sedanji Spodnji Avstriji in postopal enako kot v prvi markomanski vojni: najprej se je spoprijel z Markomani in leta 179-180 še s Kvadi. Rimska vojska pod poveljstvom Marka Valerija Maksimijana je v odločilni bitki pri Lavgariciju blizu sedanjega Trenčina na Slovaškem premagala Kvade in jih zasledovala globoko Veliko Germanijo. Pretorski prefekt Tarutenij Patern jih je tam še enkrat prepričljivo premagal. 
Marca 180 je Mark Avrelij je v Vindoboni, sedanjem Dunaju, zaradi bolezni umrl. Njegovega naslednika Komoda nadaljevanje vojne ni preveč zanimalo. Z Markomani in Kvadi je kljub nasprotovanju svojih generalov sklenil mir  in  na začetku jeseni 180 odšel v Rim, kjer je 22. oktobra proslavljal triumf. Vojne operacije proti Jazigom, Burom in tako imenovanim  svobodnim Dačanom, ki so živeli med Donavo in rimsko Dakijo, so se kljub temu nadaljevale.  O tej vojni ni veliko znanega, razen da so bili med rimskimi generali tudi Mark Valerij Maksimijan, Pescenij Niger in Klodij Albin. Njihove zmage so očitno zadostovale, da so Komoda sredi leta 182  okitili z naslovom Germanicus Maximus.

## Posledice
Markomanske vojne so razkrile šibkost rimske severne meje in po njih je bila polovica rimskih legij (16 od 33) nameščena ob Donavi in Renu. V obmejnih regijah Dakiji, Panoniji, Germaniji in sami Italiji so se naselila številna germanska plemena. Naseljevanje ni bilo nekaj novega, toda tokrat je veliko število priseljencev zahtevalo ustanovitev dveh novih obmejnih provinc na levem bregu Donave, Sarmatije in Markomanije, v kateri ste bili vključeni tudi ozemlji sedanje Češke republike in Madžarske. Nekaj Germanov, ki so se naselili v Ravenni, se je uprlo in uspelo zaseči mestne posesti. Mark Avrelij se je zato odločil, da priseljevanja barbarov ne bo več dovolil in da bo celo pregnal tiste, ki so se že priselili.  Za germanska plemena so bile vojne samo uvod v še večje vdore na rimsko ozemlje, ki so sčasoma tako načeli Rimsko cesarstvo, da je njegov zahodni del v 4. In 5. stoletju razpadel.

## Markomanske vojne v sodobnih medijih
Z okoliščinami in prikazom bojevanja v drugi markomanski vojni se začne leta 2000 predstavljeni film Gladiator režiserja Scotta Ridleya.  